# 東日本大震災復興支援 日仏対抗親善柔道大会
東日本大震災復興支援 日仏対抗親善柔道大会（ひがしにほんだいしんさいふっこうしえん　にちふつたいこうしんぜんじゅうどうたいかい）は2011年9月23日に、フランス・パリのベルシー体育館で開催された日本とフランスの柔道選手による親善試合。

## 概要
東日本大震災直後にフランス柔道連盟から全日本柔道連盟に復興支援のための支援大会開催を打診されたことから実現されることになった。大会の収益金は被災地に寄付される。大会は男女混合の各7階級による団体戦で、軽いクラスから男女交互に試合が進められた。また、この試合の他にも柔道以外の居合道、剣道、空手といった武道による演武も合わせて実施された。なお、この大会には男女とも世界チャンピオンを含めた一線級が派遣されることになった。
試合は7－7で引き分けに終わった(日本選手のうち勝った7名は全て1本勝ちしたので、内容的には5名が1本勝ちしたフランスを上回った)。
また、この大会では約4000名が観戦して、8万ユーロ（約830万円）以上の義援金が集まり、IJFによる20万ドル（約1540万円）の義援金ともども被災地に全額寄付されることになった。

## 出場選手

### 男子
| 階級      | 日本選手 | 試合内容                 | フランス選手           |
| --------- | -------- | ------------------------ | ---------------------- |
| 60kg級    | 平岡拓晃 | 優勢負け(技あり・内股)〇 | イサム・ヌーア         |
| 66kg級    | 海老沼匡 | 〇一本勝ち(合技)         | ディミトリ・ドラジャン |
| 73kg級    | 中矢力   | 〇一本勝ち(腕挫十字固)   | バンジャマン・ダルベレ |
| 81kg級    | 高松正裕 | 判定負け(0－3)〇         | アクセル・クレルジュ   |
| 90kg級    | 西山大希 | 〇一本勝ち(大外刈)       | ロマン・ブフェ         |
| 100kg級   | 穴井隆将 | 〇一本勝ち(GS内股)       | シリル・マレ           |
| 100kg超級 | 鈴木桂治 | 一本負け(横四方固)〇     | マチュー・バタイユ     |

### 女子
| 階級     | 日本選手   | 試合内容                 | フランス選手                   |
| -------- | ---------- | ------------------------ | ------------------------------ |
| 48kg級   | 浅見八瑠奈 | 〇一本勝ち(GS背負投)     | フレデリク・ジョシネ           |
| 52kg級   | 西田優香   | 優勢負け(有効・大外刈)〇 | ペネロペ・ボナ                 |
| 57kg級   | 佐藤愛子   | 優勢負け(有効・払巻込)〇 | オトーヌ・パヴィア             |
| 63kg級   | 上野順恵   | 〇一本勝ち(合技)         | クラリス・アグベニュー         |
| 70kg級   | 田知本遥   | 一本負け(上四方固)〇     | ジブリズ・エマヌ               |
| 78kg級   | 緒方亜香里 | 一本負け(総合負け)〇     | オドレー・チュメオ             |
| 78kg超級 | 田知本愛   | 〇一本勝ち(GS払腰)       | アン＝ソフィー・モンディエール |

## 外部サイト
- 財団法人 全日本柔道連盟